# Vardanes I của Parthia
Vardanes I của Parthia cai trị Đế quốc Parthia từ khoảng năm 40-45SCN. Ông kế vị người cha Artabanus II của ông, nhưng đã phải liên tục chiến đấu chống lại Gotarzes II, một đối thủ tranh giành ngôi vị.
Tiền xu của ông cho thấy rằng ông đã ngồi trên ngai vàng một cách trọn vẹn từ khoảng năm 40-45 CN. Trong năm 43 ông buộc thành phố Seleucia trên sông Tigris quay trở lại dưới luật lệ của Parthia sau một cuộc nổi loạn bảy năm. Ctesiphon, nơi ở của các vị vua trên bờ trái của sông Tigris, đối diện với Seleucia, tự nhiên được hưởng lợi do cuộc chiến tranh này, và do đó Vardanes được gọi là người sáng lập của Ctesiphon bởi Ammianus Marcellinus. Ông cũng chuẩn bị cho một cuộc chiến tranh chống lại Đế chế La Mã, với mục tiêu chinh phục lại Armenia.
Trong một cuộc chiến mới với Gotarzes ông đã đạt được một thành công lớn đối với những người du mục phía đông. Theo Tacitus (xi Annales. 8-10), Vardanes bị đánh đuổi tạm thời khỏi ngai vàng bởi Gotarzes em trai của ông, và chạy trốn đến nương náu "ở vùng đồng bằng của Bactria" (có thể là người Nguyệt Chi, người đã chiếm Bactria vào thời điểm đó). Sau khi ông trở lại nắm quyền lực, ông đã dẫn đầu một chiến dịch chiến thắng chống lại quân đội Dahae của Gotarzes, tới tận sông Sindes.
Trong khoảng năm 47 ông đã bị ám sát trong khi đi săn, và Gotarzes trở thành vua một lần nữa.